# Sarah (Hannah Montana)
Sarah es una compañera de clase de Miley Stewart en la serie de Disney Channel, Hannah Montana.

## Sarah y el mundo
Sarah es muy amable, y es conocida también como "Sarah la Santa", porque hace un montón de buenas obras, como recaudar fondos para alimentar a los pobres, reciclar, ayudar a los animales heridos, y etc. Sus padres se conocieron en la Cruz Roja, por ello es que Sarah es tan respetuosa con el planeta.

## Amores
- Oliver Oken: Oliver se enamoró de Sarah cuando tuvieron que cuidar de un bebé, hecho con una bolsa de harina, como trabajo de clase. Pero después de terminar el trabajo con el bebé no tuvieron nada de que hablar entere ellos y Sarah le dijo que lo suyo no podría funcionar.
- Rico Suave: Rico se enamoró de Sarah en una ocasión, y se vistió elegante y se puso un bigote para atraerla. Pero él no se atrevía a hablar con ella y le pide a Jackson que hable por él. Cuando Jackson le dice que "un chico de su colegio" está enamorado de ella, Sarah le malinterpreta y piensa que es él el que está enamorado.
- Jackson Stewart: Cuando Jackson le intenta decir que Rico está enamorado de ella, piensa que él quiere ser su novio. Para que corte con él y valla con Rico, Jackson se hecha spray que daña la capa de ozono y hecha los botes en cualquier parte en vez de reciclarlo. Ella le dice que seguirá con él para poder salvar el mundo, y al final Jackson le dice que es Rico el que está enamorado de ella y no él. Pero en ese momento aparece Rico saliendo con otra chica, y Sarah le dice que Jackson no está hecho para ella, y que esparará a que lo esté.

- Datos: Q6121786